# Затишне (Закарпатська область)
Зати́шне — село в Берегівській громаді Берегівського району Закарпатської області України. Населення становить 607 осіб.

## Історія
У 1956 році на південь від села виявлено скарб з 44 подіка і 10 мопедів. Датується епохою пізньої бронзи. В північно-західній частині села — поселення броварського часу ІХ — ХІ століть.[джерело?]
Село заснували в 1932 р. вихідці з Броварського та Хустського районів. Ще в кінці 1930-х заклали фундамент під будівництво церкви, але прихід броварської влади унеможливив будівництво.[джерело?]
12 серпня 1994 єпископ Володимир Жмишенко, о. Богдан Ткачук та дяк Михайло П. провели службу Божу і освятили наріжний камінь під будівництво греко-католицької церкви. Проект розробив архітектор з Берегова Матвій Вареник. Робочі креслення виконали Сергій Богданович, Тимур Кондиція та Богдан П. Через труднощі з коштами вірники спорудили лише малу церкву біля готового фундаменту великої церкви та окрему дзвіницю. Бригада будівельників з Берегова, яку очолював інженер Артем Мікроземко, працювала 4 місяці, і 12 жовтня 1997 р. єпископ І. Сапожко освятив церкву.[джерело?]

## Населення
За переписом населення України 2001 року в селі мешкало 500 осіб.

## Місцева рада
90200, Закарпатська обл., м. Берегове, вул. Б. Хмельницького, 7.

## Туристичні місця
- на південь від села виявлено скарб з 44 бронзових і 10 золотих предметів. Датується епохою пізньої бронзи. 
- В північно-західній частині села — поселення давньоруського часу ІХ — ХІ століть